# ملعب البيان الأول
ملعب البيان الأول هو ملعب متعدد الاستخدامات لكن يستخدم غالبا في مباريات كرة القدم لنادي الهلال الليبي يقع في بنغازي في ليبيا ويتسع ل9000 متفرج.